# Witton (Broadland)
Witton – wieś w Anglii, w Norfolk. W 1931 wieś liczyła 155 mieszkańców. Witton jest wspomniana w Domesday Book (1086) jako Witona.